# 대중 (연호)
대중(大中, 847년 1월 ~ 860년 11월)은 당나라(唐) 선종(宣宗) 이침(李忱)의 연호이다. 13년 11개월 동안 사용하였다. 선종이 붕어한 후에 의종(懿宗)이 즉위하였으며, 의종이 함통(咸通)으로 개원할 때까지 사용하였다. 대중년 시기에 토기 또는 도기, 불상에 연호를 넣은 작품이 많다.

## 개원
- 회창(會昌) 7년 1월 17일[1](847년 2월 6일)에 연호를 대중(大中)으로 개원함.[2][3][4][5][6]

- 대중(大中) 14년 11월 2일[7](860년 12월 17일)에 연호를 함통(咸通)으로 개원함.[8][9][10][5][11]

## 연대 대조표
| 대중       | 원년       | 2년        | 3년        | 4년        | 5년        | 6년        | 7년        | 8년        | 9년        | 10년       |
| 서기(西紀) | 847년      | 848년      | 849년      | 850년      | 851년      | 852년      | 853년      | 854년      | 855년      | 856년      |
| 간지(干支) | 정묘(丁卯) | 무진(戊辰) | 기사(己巳) | 경오(庚午) | 신미(辛未) | 임신(壬申) | 계유(癸酉) | 갑술(甲戌) | 을해(乙亥) | 병자(丙子) |
| 대중       | 11년       | 12년       | 13년       | 14년       |            |            |            |            |            |            |
| 서기(西紀) | 857년      | 858년      | 859년      | 860년      |            |            |            |            |            |            |
| 간지(干支) | 정축(丁丑) | 무인(戊寅) | 기묘(己卯) | 경진(庚辰) |            |            |            |            |            |            |

## 동시대 연호

### 한국
발해(渤海)
- 함화(咸和) (831년 ~ 857년)

### 중국
남조(南詔)
- 천계(天啓) (840년 ~ 859년)
- 건극(建極) (860년 ~ 877년)

기타
- 구보(裘甫) 나평(羅平) (860년)

### 일본
- 조와(承和) (834년 ~ 848년)
- 가쇼(嘉祥) (848년 ~ 851년)
- 닌주(仁壽) (851년 ~ 854년)
- 사이코(齊衡) (854년 ~ 857년)
- 덴난(天安) (857년 ~ 859년)
- 조간(貞觀) (859년 ~ 877년)

## 같이 보기
- 중국의 연호 목록